# 埃瓦爾體育協會
埃瓦爾體育協會（西班牙語：Sociedad Deportiva Eibar）是西班牙的一支足球會，主場位於巴斯克自治區吉普斯誇省的埃瓦爾。球隊創建於1940年11月30日。在1988年至2006年期間，球隊曾連續18年參加西班牙足球乙級聯賽的賽事，創造史上最長連續參加西乙聯賽的記錄。球隊獲得了2013-14賽季西乙的冠軍，這使得他們首次升入西班牙足球甲級聯賽。

## 榮譽
- 國際
- 國家

## 外部連結
- 官方网站（西班牙文）